# Max Hamburgerrestauranger
Max Burgers AB, tidigare Max Hamburgerrestauranger AB, är en svensk hamburgerkedja som grundades 1968 i Gällivare av Curt Bergfors och Britta Fredriksson. År 2023 hade hamburgerkedjan 147 restauranger i Sverige, 20 i Polen, åtta i Norge, fem i Danmark, och 10 i Egypten som drivs genom franchising. Därutöver drevs åren 2012–2018 ett fåtal Maxrestauranger i Förenade arabemiraten genom franchising. Företaget har omkring 6 500 anställda och ägs och drivs av familjen Bergfors.

## Historik

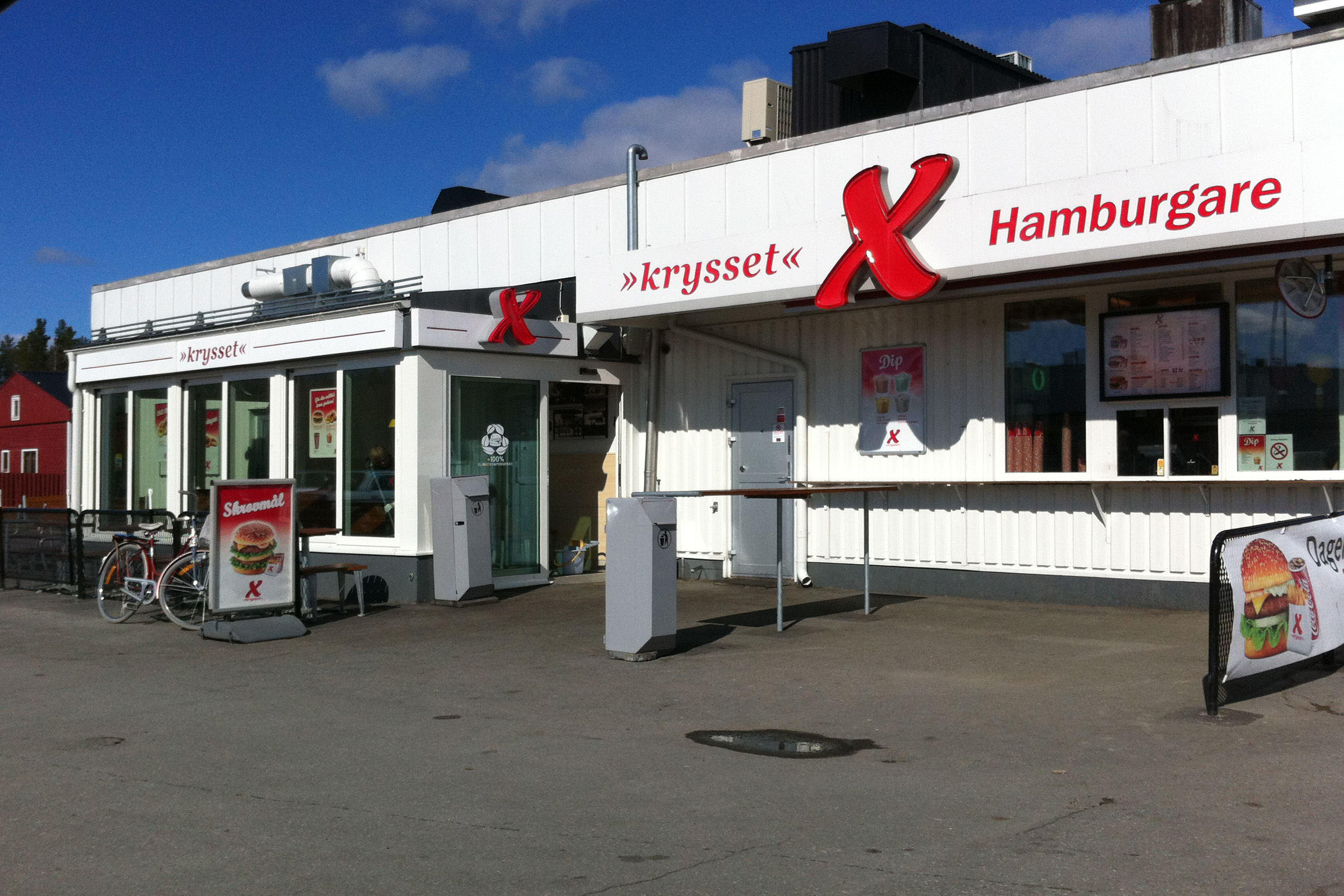
"Krysset" i Skellefteå finns kvar på Sörböle sedan 1970. Den ursprungliga restaurangen på bilden brann upp 2016.

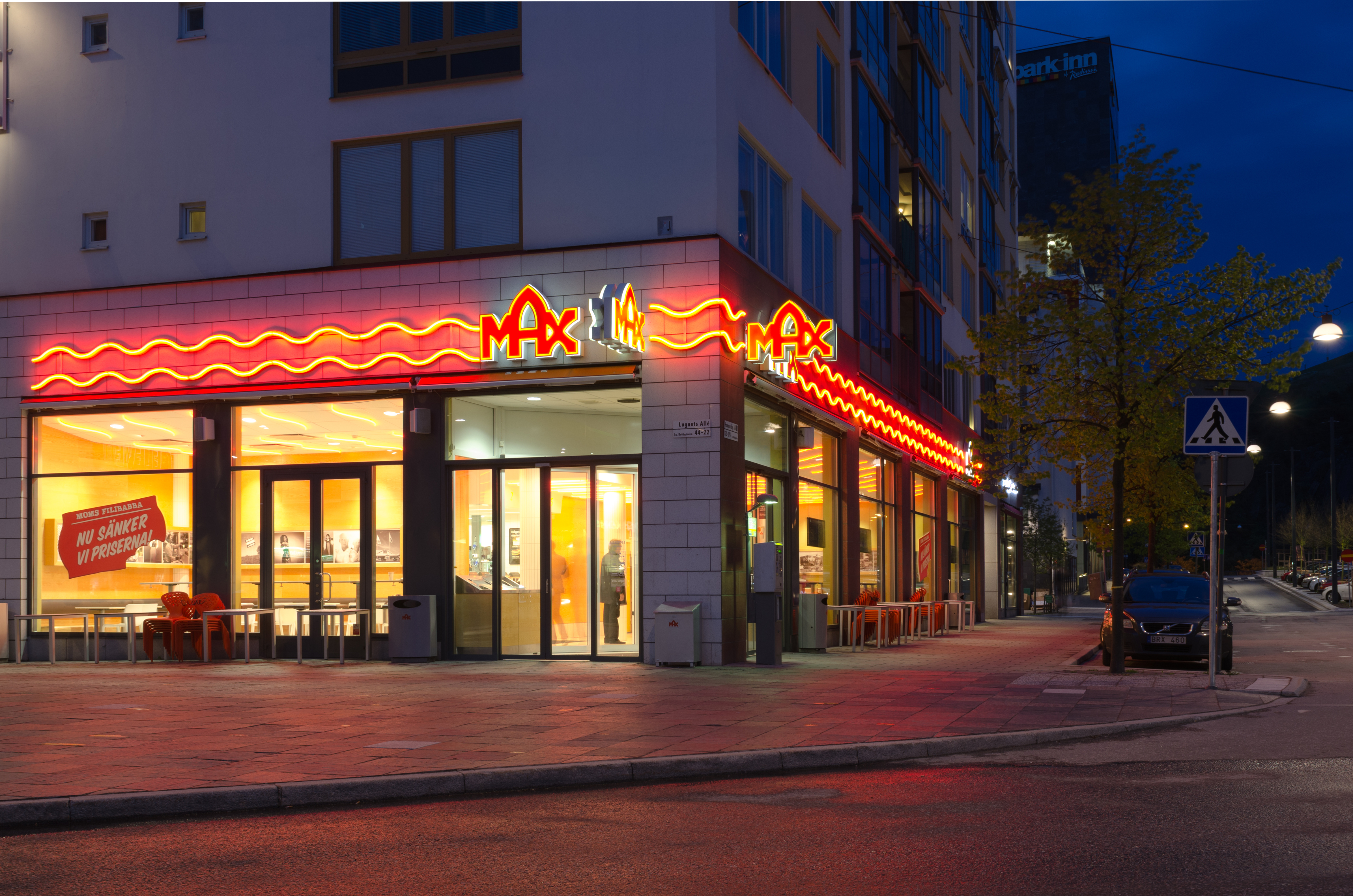
Restaurang i Hammarby sjöstad, 2012.

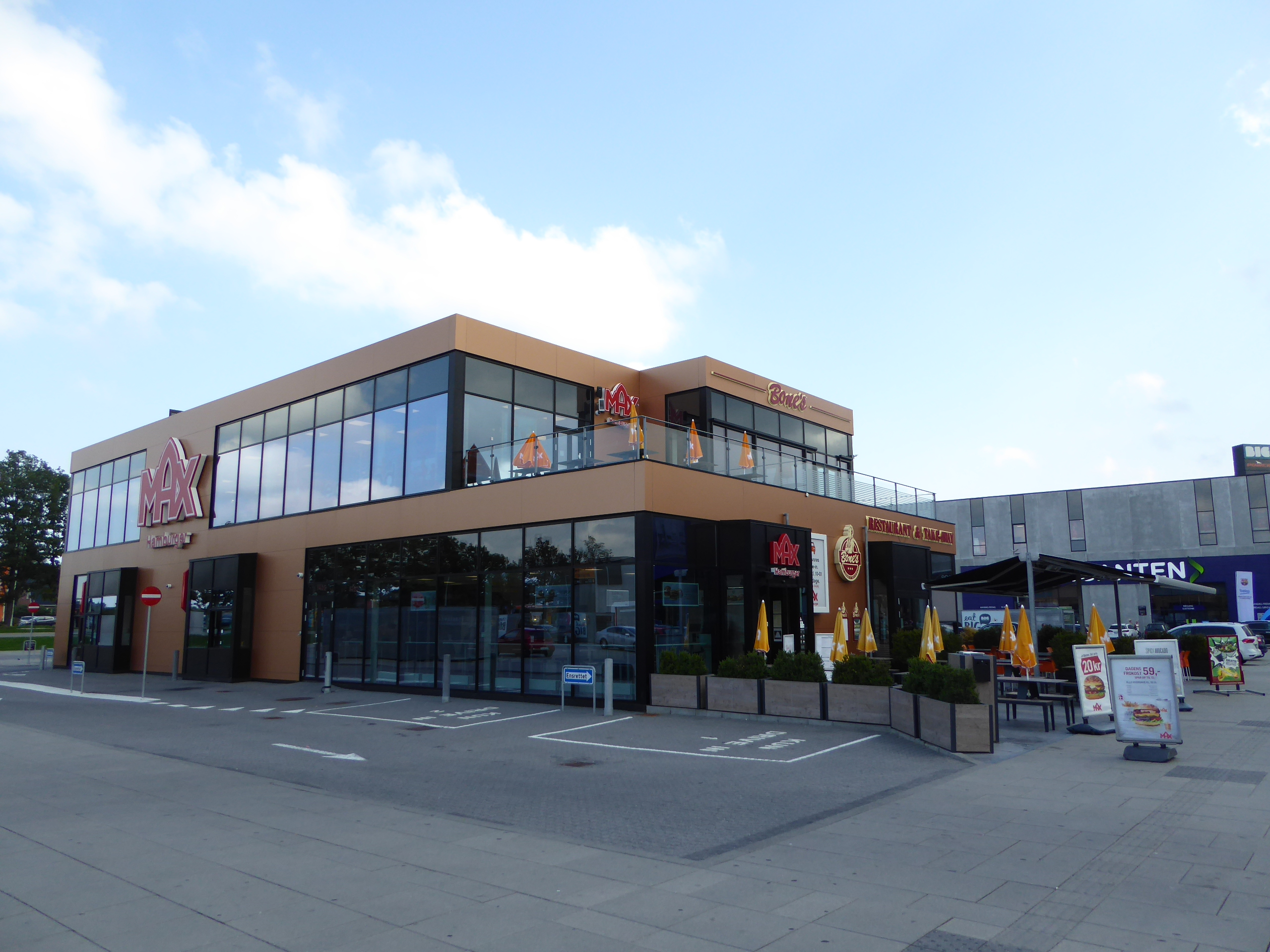
Restaurang i Köpenhamn, 2018.

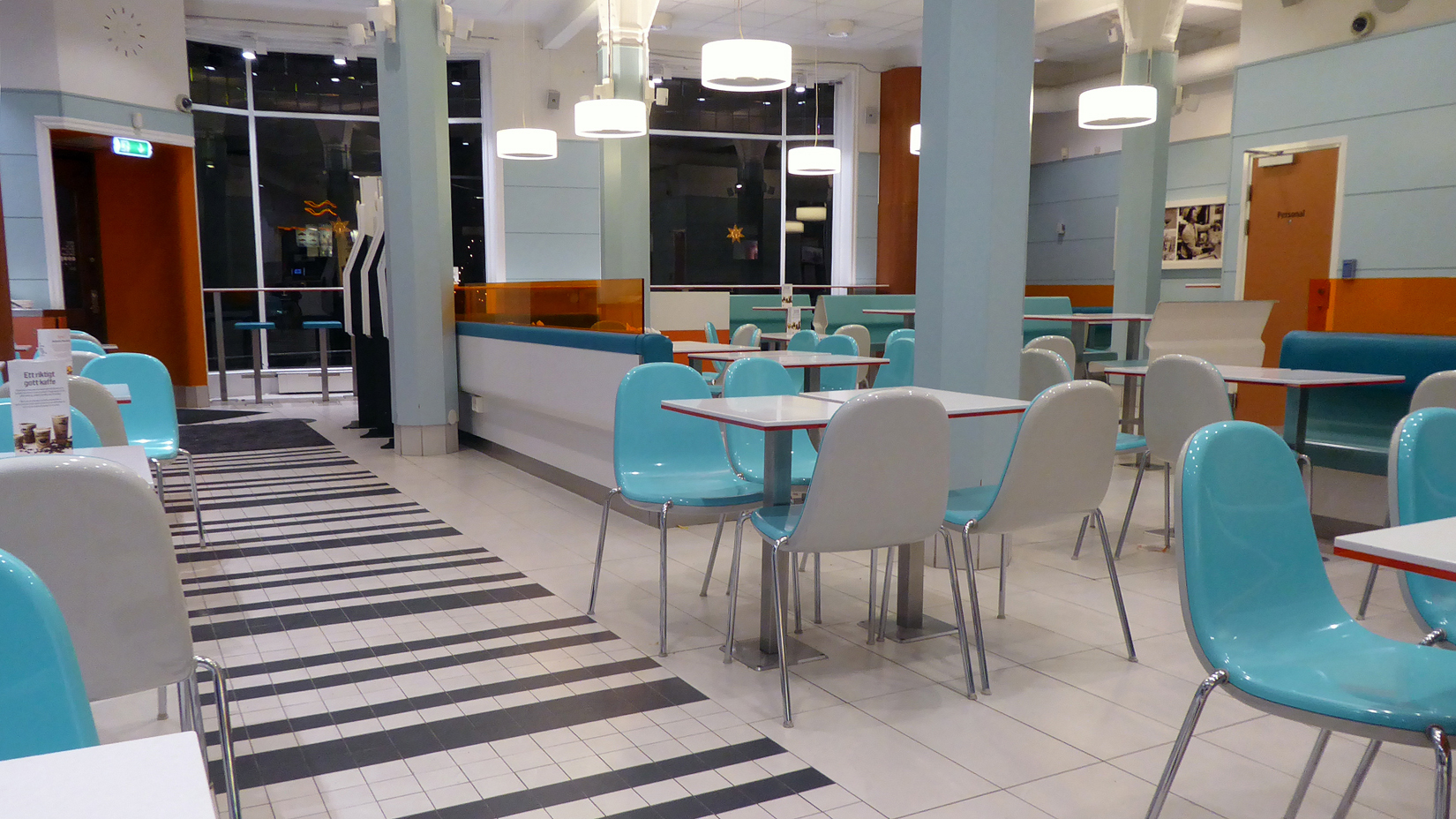
Interiör på Max i centrala Ystad 2019.

Max inledde sin verksamhet i Gällivare 1968 då Curt Bergfors tillsammans med sin sambo öppnade X-grillen, en grillkiosk med snabbmat. Grillkiosken var inhyst i den östra änden av bensinstationen Uno-X vid Västra Kyrkallén. Två år efter starten byttes namnet till Max efter ägarens smeknamn, vilket han hämtat från Max von Sydow. En andra och tredje restaurang öppnade i Skellefteå och på Midgårdsvägen i Luleå. Sedan dess har restauranger etablerats runt om i Sverige, i Norden och ett fåtal andra länder.
Den ursprungliga Max-restaurangen i Gällivare (som "bara" var en grillkiosk) finns inte längre kvar (en annan snabbmatsrestaurang står på stället). Det gör däremot den andra och tredje. Den i Skellefteå bytte aldrig namn och heter sedan 1970 X-grillen (i folkmun "Krysset"), medan den drivs av Max Hamburgerrestauranger AB med ett sortiment som avviker från det gängse Maxutbudet. "Krysset" behöll även den mer ursprungliga kioskförsäljningen genom vägglucka fram tills restaurangen totalförstördes i en brand 2016. "Kryssets" nya lokaler har inte kiosklucka. Det finns även en vanlig Max-restaurang i korsningen Kanalgatan/Viktoriagatan, och på Solbacken.
På en del restauranger har menyn utökats med lokalanknutna hamburgare, oftast med speciella ingredienser. I Visby kan man beställa lammburgare och i Partille få en "göteborgare" - en burgare med västkustsallad på. I Skellefteå kan man få en "Bureburgare" med gurkmajonnäs.
Max har också lanserat flera av sina produkter för butiksmarknaden: djupfryst mat med kycklingråvara i samarbete med Kronfågel, hamburgerbröd och kylda dressingar.

## Bolaget
Aktiebolagets verkställande direktör är Richard Bergfors och vice verkställande direktör är Christoffer Bergfors. De är båda söner till grundaren Curt Bergfors, som var verksam i bolaget som arbetande styrelseordförande till sin död 2022. Företaget har sitt säte och huvudkontor i Luleå. Dock finns det ett filialkontor med marknadsavdelning, byggavdelning och verkställande direktörens kontor i Stockholm.
Formellt är Max Burgers AB del i en koncern, där moderbolaget heter Max Hotell- och restauranginvest AB.

### Ägande
Curt Bergfors ägde till fram sin död 2022 77,5% av företaget, och hans söner Christoffer, Rickard och Wilhelm Bergfors 4,5% vardera. Stiftelsen Rättvis Fördelning ägde 9%.

## Kronologi
| Årtal | Händelse |
| ----- | --- |
| 1968  | X-grillen öppnades av Curt Bergfors och Britta Andersson i Gällivare. |
| 1970  | X-grillen bytte namn till Max. Man öppnar en restaurang i Skellefteå. |
| 1971  | Första restaurangen i Luleå, på Midgårdsvägen, öppnades. |
| 1973  | Första restaurangen i Piteå öppnades. |
| 1975  | Andra restaurangen i Skellefteå öppnades. |
| 1976  | Första restaurangen i Umeå öppnades. |
| 1979  | Le Bistro Petit Maxim, en gourmetrestaurang, öppnades i Luleå. |
| 1980  | Steak & Bread, en hamburgare med lökringar och barbecuesås introducerades. |
| 1981  | Restaurangen i Piteå byggdes om. Första restaurangen i Boden öppnades. Max Drugstore & Deli, öppnades i Luleå. |
| 1982  | Sveriges största solarium öppnades och invigdes av Frank Andersson. Samma år öppnades också Sveriges största videobutik, Max Video, med över 600 olika filmtitlar, i Skellefteå och Luleå. Max introducerade även ett nytt hamburgerkött av eget recept. Samma år öppnades även första restaurangen i Stockholm. Den ligger på Drottninggatan och har två plan. |
| 1983  | Max Hotell med 83 rum öppnades i Luleå. |
| 1984  | McDonalds stämmer Max då de ansåg dubbelburgaren "Big Max" vara för namnlikt "Big Mac" och efter förlikning kallas Max burgare därefter "Big!" |
| 1985  | Första restaurangen i Sundsvall öppnades. Samma år öppnades ytterligare en restaurang i Luleå, och Max köpte upp Luleå Stadshotell. Omsättningen för koncernen ökade med drygt 400 %. Max instiftade ett stipendium för idrottande ungdomar från Norrbotten på 25 000 kronor. |
| 1986  | Max Supreme, en hamburgare med ost och bacon introducerades. |
| 1987  | Maxboxen, en liten måltid för barn, introducerades. |
| 1990  | Första restaurangerna i Uppsala och Gävle öppnades. Max utökade sin hotellverksamhet och köpte upp SAS-hotellet i Luleå. Max köpte McDonald's lokaler i Luleå och Umeå. |
| 1991  | Ny restaurang i Gävle öppnades. Samma år instiftades Ebbastipendiet, till minne av medarbetaren Ebba Bergström. Varje år delas stipendiet om 100 000 kronor ut till medarbetare som gjort något utöver det vanliga. |
| 1992  | En TexMex-meny introducerades som menyval på Max. |
| 1993  | Max De Luxe, en hamburgare med två olika sorters ost och bacon, 180 gram, introducerades. Samma år öppnades också första restaurangen i Jönköping. |
| 1994  | Nya restauranger öppnades i Barkarby och Linköping. |
| 1995  | Nya restauranger öppnades i Eskilstuna och Örnsköldsvik. |
| 1998  | Nya restauranger öppnades i Solna, Visby och Luleå. Max tog också över Clock i Uppsala och Örebro. |
| 1999  | Max avyttrade hotellrörelsen och satsade helt på hamburgare. Samma år öppnade Max en restaurang i Södertälje. |
| 2000  | En ny restaurang öppnades i Borlänge. |
| 2001  | Nya restauranger öppnades i Bollnäs, Jönköping, Karlskrona, Lund, Norrköping, Vårby, Västerås och Örebro. |
| 2002  | Nya restauranger öppnades i Luleå, Hyllinge, Löddeköpinge, Sundsvall, Södertälje, Uppsala, Visby och Helsingborg (Väla). Under året lanserade Max nyckelhålsmärkta måltider och började reducera mängden fett i hela sortimentet. |
| 2003  | Max utökade och byggde ut restaurangen i Örnsköldsvik. |
| 2004  | Två restauranger öppnades, Hamngatan i Stockholm och på Behrn Arena i Örebro. Max började att erbjuda trådlöst internet på alla restauranger. |
| 2005  | Nya restauranger öppnade i Borås, Hammarby Sjöstad (startskottet för nya Max Express-konceptet), Åre och Luleå (Storheden). Samarbete med Samhall gav handikappade jobb som värd/värdinna på restauranger. Ägaren Curt Bergfors säger att målet är att varje restaurang ska ha minst en med handikapp anställd år 2012. Max startade egen webbradio. |
| 2006  | Nya restauranger öppnades i Linköping, Halmstad, Helsingborg (Södergatan), Partille, Uppsala, Kristianstad, Trollhättan, Växjö och Stockholm (Vasagatan). |
| 2007  | Frisco-menyn och GI-burgare introduceras. Nya restauranger öppnades i Nyköping, Värnamo, Ystad, Halmstad, Trollhättan (Överby köpcenter), Karlstad (2 restauranger) och på Arlanda flygplats. |
| 2008  | Nya restauranger öppnades i Lund (Nova), Västerås, Uppsala (E4:an), Haparanda, Sundsvall (Birsta), Skövde, Östersund, Karlskoga (E18) och Malmö (Stortorget) |
| 2009  | Företagets äldsta kvarvarande restaurang, den på Midgårdsvägen i Luleå, totalförstördes den 25 maj i en brand. Branden startade i en däckverkstad i samma byggnad och förstörde också en färgaffär och en butik för hemelektronik. Nya restauranger öppnades i Göteborg, Nordby, Nyköping och Kista. |
| 2010  | Maxrestaurang på Midgårdsvägen i Luleå byggdes upp och invigdes under våren. Falafelburgare introducerades. Ännu en Maxrestaurang öppnade på Ekhagen i Jönköping under sensommaren. Max beviljades byggnadstillstånd i Ljungby (E4) och öppnade 2011. Det öppnades även en Max-restaurang i Enköping. |
| 2011  | Maxrestauranger öppnades under januari i Malmö och Falun, under februari i Västerås, under april i Upplands Väsby, under juni i Falkenberg, under juli i Mjölby och i augusti även i Ljungby och Alingsås. |
| 2012  | Maxrestauranger öppnades under året i Infra City, i Malmö på Emporia, i Göteborg, i Köping och i Värmdö. |
| 2013  | Max öppnade den 1 mars sin första restaurang i Danmark, Köpenhamn på Gammeltorv vid Strøget. Max har även öppnat tre restauranger i Dubai. I juni öppnades ytterligare en restaurang på Arlanda, i samma månad öppnade Max sin fjortonde restaurang i Stockholm, Slagsta. Max öppnade under året sin fjärde restaurang i Dubai, EPPCO Qusais. Under juli månad öppnade man ytterligare en restaurang i Dubai, Jumeirah. Någon gång i början av hösten öppnade man ytterligare två restauranger till i Förenade arabemiraten, restaurangerna finns på Dalma Mall och Abu Dhabi Mall. I början av oktober öppnades den åttonde restaurangen i Förenade arabemiraten, Al Ghurair Centre. I november öppnade man en restaurang i Uddevalla. Max i Piteå totalförstörs i en brand den 10 september. Branden startades av ett fel i ventilationen som gjorde att matfettet i den började brinna. |
| 2014  | I slutet av mars månad öppnades en restaurang till i Stockholm, Torsplan närmare bestämt. Max öppnar ytterligare två restauranger i Förenade arabemiraten, man har nu tio restauranger där. Max i Piteå nyöppnar 25 juni 2014 efter branden september 2013. Andra juli öppnades en ny restaurang i Bäckebol i Göteborg, den fjärde i Göteborgsregionen. |
| 2015  | Den 28 januari öppnade Max sin hundrade restaurang i Sverige, närmare bestämt på Lidingö utanför Stockholm och den hundraförsta restaurangen i Sverige öppnade den 6 februari på Landvetter flygplats. Den 17 mars öppnade dessutom den fjärde restaurangen i Norge, närmare bestämt i Furnes/Ringsaker. Den 22 april var det dags för den hundraandra svenska restaurangen som öppnade i Hudiksvall. Den 12 november invigde man den hundratredje svenska restaurangen i Mall of Scandinavia, Solna. |
| 2016  | Den 7 januari brann Krysset i Skellefteå ner. Det var den äldsta stående Max-restaurangen. Den 17 juni öppnade man på nytt i Sibyllas tidigare lokaler i närheten. Den 15 juni öppnade Max sin restaurang i Häggvik, Sollentuna. Den 16 maj öppnades Max första restaurang med deras nya koncept i Umeå, Söderslätt. Den 14 september öppnades i Mora den hundrasjätte svenska restaurangen. Det är den andra av sitt slag.Den 30 oktober öppnade Max sin tredje restaurang i Gävle (Hemlingby handelsområde). |
| 2022  | Den åttonde restaurangen i Norge, öppnade i Kristiansand (Syndinga) den 23 februari 2022. Restaurangen är kedjans första restaurang på Sørlandet. |

## Etablering utanför Sverige

### Restauranger
| Restauranger per land | Restauranger per land | Restauranger per land |
| --------------------- | --------------------- | --------------------- |
| 18 juli 2024          |                       |                       |
| 1                     | Sverige               | 156                   |
| 2                     | Polen                 | 25                    |
| 3                     | Egypten               | 10                    |
| 4                     | Norge                 | 8                     |
| 5                     | Danmark               | 6                     |

### Norge
Den första restaurangen i Norge öppnade på Egertorget i Oslo den 11 maj 2011. Den andra öppnade i Lier vid E18 i januari 2012. Restaurangen på Grønland i Oslo blev den tredje restaurangen och öppnade i maj 2012. Den fjärde öppnades i Hamar den 17 mars 2015. Femte restaurangen öppnade på Stavanger Flygplats den 5 februari 2018.
Den sjätte restaurangen öppnade på Trondheims flygplats den 6 november 2018. Sjunde restaurangen öppnade i Skien den 10 juli 2019. Den åttonde restaurangen i Norge, öppnade i Kristiansand (Syndinga) den 23 februari 2022.

### Danmark
Max öppnade sin första restaurang i Danmark i mars 2013. Den ligger vid Strøget i Köpenhamn.

### Egypten
Max öppnade sin första restaurang i Kairo, Egypten i maj 2017.

### Polen
Max öppnade sin första restaurang i Wroclaw, Polen den 1 september 2017.

### Förenade arabemiraten
En franchisetagare i Förenade arabemiraten drev några Maxrestauranger 2012–2018. 2017 angavs på hemsidan att det fanns 3 restauranger.

## Kontroverser, konflikter och kritik
'Big Max' blev 1984 ett omstritt varumärke mellan Max och McDonald's, som hävdade att namnet var för likt 'Big Mac'. Max vann fördel i tingsrätten men McDonald's överklagade till hovrätten och vann fördel där. En förlikning uppnåddes mellan Max och McDonalds där 'Big Max' döptes om till 'BIG!'.
Hamburgerkedjan Frasses dömdes att betala 6 miljoner kronor plus rättegångskostnader till Max efter att dess dotterbolag lurat Max genom att 1992 ha köpt en lokal av Max under förespegling att den skulle användas till ett konstgalleri. I stället öppnade Frasses en restaurang i lokalen i fråga. När domstolen 1996 ansåg att Frasses dotterbolag betett sig svekfullt satte Frasses detta dotterbolag i konkurs. Högsta Domstolen beslutade 2005 att moderbolaget ändå måste betala eftersom alla företag ansvarar för sina dotterbolag. Max VD Richard Bergfors meddelade att skadeståndet och ersättningen för rättegångskostnaderna skulle gå till SOS-barnbyar.
2004 stämde Max en restaurang i Teheran som påstods ha kopierat Maxrestaurangerna logotyp, inredning och meny.
Under 2007 avslöjade SVT:s undersökningsprogram Uppdrag Granskning att ett av Max inhyrt städbolag hade nyttjat svart arbetskraft. När detta upptäcktes bröt Max avtalet med leverantören och gav städarna jobb på Max i stället, samtidigt som man skrev på ett avtal med Samhall som fick överta städningen på restaurangerna.

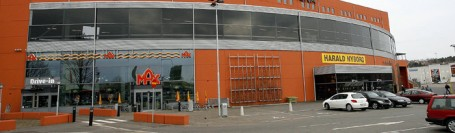
Maxrestaurang på Borås Arena.

Inför U21-EM 2009 ställde Uefa krav på en "Clean Arena". Begreppet betydde att konkurrenter till tävlingens huvudsponsorer inte fick ha verksamhet i eller i närheten av arenan. Med McDonald's som sponsor krävdes att Max i Borås skulle hålla restaurangen på fotbollsarenan stängd under evenemanget. Detta gällde alla gruppspelsdagar, även om det inte var spel på arenan. Max var villig att stänga restaurangen i omedelbar anslutning till matcherna, men detta accepterades inte av Uefa. Resultatet blev att Uefa beslöt att inte spela några matcher i Borås. I slutet av 2009 meddelades att Max kommit överens med Borås stad om att i framtiden hålla stängt om det krävdes, så att Borås Arena skulle kunna söka kommande evenemang. I samband med att Max öppnade på Gamla Ullevi, i slutet av 2008, infördes i kontraktet att arenaägaren hade rätt att bestämma om stängning.
Max bojkottade hösten 2009 Dole Fruit Company för deras agerande mot den svenske dokumentärfilmaren Fredrik Gerttens film där det framkom att Dole på sina plantager i Nicaragua använde giftet DBCP trots dess skadliga verkan på människor.
Under 2014 meddelades anställda i ett internt månadsbrev undertecknat av Richard och Christoffer Bergfors på Max, att "det skulle få konsekvenser för verksamheten" om Vänsterpartiet, Socialdemokraterna eller Miljöpartiet vann framgångar i valet. Max VD Richard Bergfors sa i samband med detta att Socialdemokraternas förslag att höja restaurangmomsen och fasa ut den nedsatta arbetsgivaravgiften för unga var "idiotiska förslag". Richard Bergfors vidhöll därefter att Max var politiskt obundet. Max och bröderna Bergfors fick beröm av vissa för att "tala klarspråk" medan andra kritiserade de båda företagsledarna för att uppmana personalen att rösta på ett visst sätt, något som bröderna menade byggde på ett missförstånd.

### Hygienskandalen 2025
I februari 2025 rapporterade svenska medier om omfattande hygien- och livsmedelssäkerhetsbrott på Max. En granskning av Aftonbladet avslöjade att anställda på flera restauranger bröt mot riktlinjer för livsmedelshantering.
Rapporteringen beskrev mat som serverades efter att dess hållbarhetstid gått ut, användning av samma rengöringsdukar för toaletter och matberedningsytor samt att milkshakemaskiner rengjordes med kontaminerat vatten. Dessutom erkände vissa anställda att de manipulerade timers för att förlänga serveringstiden av uppvärmd mat utöver säkra gränser.
Aftonbladet granskade 99 rapporter från livsmedelsinspektörer, vilka dokumenterade problem såsom mögel, insektsangrepp, spår av gnagare och ingrodd smuts på flera Max-restauranger.
Som svar på avslöjandena uppgav Max kommunikationschef Henric Byström att företaget tog anklagelserna "på största allvar." Företaget meddelade att en intern utredning inletts och att en obligatorisk utbildning i hygien och livsmedelssäkerhet skulle genomföras för alla anställda.

#### Korskontaminering av vegetariska produkter
Granskningen visade även att vegetariska och veganska produkter ofta friterades i samma olja som kyckling, i strid med företagets marknadsförda livsmedelssäkerhetsstandarder. Anställda uppgav att detta skedde på grund av tidspress, trots att det bröt mot interna riktlinjer för separation av kött och vegetariska produkter.
En före detta chef på Max hävdade att problemet var välkänt inom företaget men ignorerades så länge det inte blev offentligt. Max bekräftade att vissa äldre restauranger inte hade separata fritöser för vegetariska och animaliska produkter, med hänvisning till begränsat köksutrymme, men lovade att åtgärda problemet genom gradvisa renoveringar.

#### Tystnadsavtal för anställda
Efter avslöjandena framkom rapporter om att Max krävde att anställda skulle skriva under tystnadsavtal som förbjöd dem att diskutera arbetsförhållanden.
Enligt källor varnades anställda för att tala med medier om interna problem, vilket väckte farhågor om transparens och arbetstagares rättigheter.

## Radio
Under våren 2005 startade Max en egen webbradio, kallad Max Radio, som endast sände musik från svenska artister på svenska. Under 2008 återlanserades radion som en satsning i företagets musikprofil och inriktningen beskrivs som "modern svensk musik". Förutom att vara tillgänglig gratis på deras hemsida skulle musiken spelas på företagets restauranger. Kanalen försvann från hemsidan under 2016, men finns kvar som spellista på Spotify.

## Ebba-stipendiet
År 1991 instiftades Ebbastipendiet till Ebba Bergströms minne, hon avled vid ett ledningsmöte 1990 i Kairo. Stipendiet på 100 000 kronor utdelas årligen till medarbetare som gjort något utöver det vanliga.

## Stiftelsen Rättvis Fördelning
I samband med Max 40-årsjubileum bildades stiftelsen Rättvis Fördelning och den äger 9 procent av moderbolaget. Därmed kan stiftelsen väntas få 7—10 procent av den årliga nettovinsten. Totalt har under de första 10 åren utdelningen gett över 205 miljoner kronor. Inför 2018 hade 145 miljoner kronor fördelats i projekt. Att "ge hjälp till behövande främst i utvecklingsländer" är stiftelsens huvudsakliga ändamål. Katastrofhjälp och sjukvård, genom understöd till organisationen Project Medishare på Haiti, samt utbildning och sjukvård genom SOS Barnbyar i Senegal har nämnts som större exempel på genomförd verksamhet. Båda dessa verksamheter hade engagerat redan innan stiftelsen bildades, genom bidrag direkt från bolaget eller privata medel.